# Антоки
Антоки (груз. ანთოკი) — село в Грузии. Находится в Сагареджойском муниципалитете края Кахетия. Высота над уровнем моря составляет 840 метров. Население — 73 человек (2014).